# Ibaszi-ili
Ibaszi-ili (Ibašši-ilī) – asyryjski książę, syn króla Adad-nirari I (1305-1274 p.n.e.) i brat króla Salmanasara I (1273-1244 p.n.e.). Założyciel dynastii wpływowych dostojników noszących dziedziczny tytuł „wielkiego wezyra” (sukkallu rabiu), choć nie ma pewności czy samemu nosił już ten tytuł. Salmanasar I po objęciu władzy przekazał zarządzanie nowo utworzoną prowincją Hanigalbat jemu i jego potomkom, z których niektórzy, jak jego syn Qibi-Aszur i prawnuk Ili-pada nosili honorowy tytuł „króla Hanigalbatu” (šar māt Ḫanigalbat). Ninurta-apil-Ekur (1191-1179 p.n.e.), praprawnuk Ibaszi-ili, zasiadł na asyryjskim tronie.